# 阿尔代什河
阿尔代什河（法語發音：[aʁdɛʃ] ⓘ）位于法国中南部，发源于法國中央高原阿斯泰附近，最终在蓬圣埃斯普里附近注入罗讷河，全长125.1公里。
阿尔代什河流经的主要省和城镇：
- 阿尔代什省：阿斯特、瓦尔斯莱班、欧布纳、吕翁斯、瓦隆蓬达尔克、阿尔代什河畔圣马丹
- 加尔省：蓬圣埃斯普里